# مایکروژن
مایکروژن (روسی: Микроген) شرکت صنایع داروسازی روسی است، که در سال ۲۰۰۳ تأسیس شد و هم‌اکنون از شرکت‌های زیرمجموعه گروه روستیخ است. دفتر مرکزی این شرکت در شهر مسکو قرار دارد. مایکروژن یکی از ۳ شرکت بزرگ دارویی روسیه می‌باشد.